# Karangsentosa
Karangsentosa is een bestuurslaag in het regentschap Bekasi van de provincie West-Java, Indonesië. Karangsentosa telt 9021 inwoners (volkstelling 2010).